# Omrane Ayari
Omrane Ayari (in arabo عمران عياري‎?; 12 aprile 1972) è un ex lottatore tunisino, specializzato negli stili greco-romano e libero.

## Biografia
Ha rappresentato la Tunisia ai Giochi olimpici estivi di Atlanta 1996 è rimasto sconfitto al primo turno dal russo Aleksandr Karelin nella lotta greco-romana categoria 130 kg. Ai ripescaggi ha battuto il marocchino Rachid Belaziz ed è stato eliminato al terzo turno dopo la sconfitta col giapponese Kenichi Suzuki.
Alla sua seconda partecipazione olimpica a Atlanta 1996 ha sfilato come alfiere della delegazione tunisina alla cerimonia d'apertura. Nel torneo dei 130 kg è stato eliminato nei gironi, dopo aver rimediato tre sconfitte contro lo statunitense Rulon Gardner, l'italiano Giuseppe Giunta e l'Aremeno Haykaz Galstyan.

## Palmarès
| Anno | Manifestazione           | Sede       | Evento     | Risultato | Note |
| ---- | ------------------------ | ---------- | ---------- | --------- | ---- |
| 1992 | Giochi panarabi          | Damasco    | GR 130 kg  | Argento   |      |
| 1992 | Giochi panarabi          | Damasco    | LL 130 kg  | Bronzo    |      |
| 1993 | Campionati africani      | Pretoria   | GR +100 kg | Oro       |      |
| 1993 | Campionati africani      | Pretoria   | LL +100 kg | Bronzo    |      |
| 1995 | Giochi panafricani       | Harare     | GR 130 kg  | Oro       |      |
| 1995 | Giochi panafricani       | Harare     | LL 130 kg  | 5º        |      |
| 1996 | Campionati africani      | El Menzah  | GR 130 kg  | Oro       |      |
| 1996 | Campionati africani      | El Menzah  | LL 130 kg  | Argento   |      |
| 1996 | Giochi olimpici          | Atlanta    | GR 130 kg  | 11º       |      |
| 1997 | Campionati africani      | Casablanca | GR 125 kg  | Oro       |      |
| 1997 | Giochi del Mediterraneo  | Bari       | GR 125 kg  | 5º        |      |
| 1998 | Campionati africani      | Il Cairo   | GR 130 kg  | Oro       |      |
| 1998 | Campionati africani      | Il Cairo   | LL 130 kg  | Argento   |      |
| 1998 | Mondiali                 | Gävle      | GR 130 kg  | 24º       |      |
| 1999 | Giochi mondiali militari | Zagabria   | GR 130 kg  | 12º       |      |
| 2000 | Campionati africani      | Tunisi     | GR 130 kg  | Oro       |      |
| 2000 | Giochi olimpici          | Sydney     | GR 130 kg  | 15º       |      |
| 2001 | Campionati africani      | El Jadida  | GR 130 kg  | Oro       |      |
| 2001 | Giochi del Mediterraneo  | Tunisi     | GR 130 kg  | Bronzo    |      |